# Nachal Kana'im
Nachal Kana'im (hebrejsky נחל קנאים) je vádí v jižním Izraeli, na pomezí severovýchodního okraje Negevské pouště a Judské pouště.
Začíná v nadmořské výšce okolo 350 metrů v kopcovité neosídlené pouštní krajině, na severních svazích hory Har Kana'im, cca 10 kilometrů severovýchodně od města Arad. Míjí vrch Giv'at Gadni poblíž lokální silnice číslo 3199. Směřuje pak k východu a jihovýchodu, přičemž se zařezává do okolního terénu a prudce klesá do příkopové propadliny Mrtvého moře. Z jihu míjí horu Har El'azar. Zhruba 3 kilometry jihojihovýchodně od starověké pevnosti Masada ústí zleva do vádí Nachal Rachaf, které jeho vody odvádí do Mrtvého moře.